# 킬 스위치 (2008년 영화)
킬 스위치(Kill Switch)는 캐나다에서 제작된 제프 킹 감독의 2008년 액션, 스릴러, 범죄 영화이다. 스티븐 시걸 등이 주연으로 출연하였고 커크 쇼 등이 제작에 참여하였다.

## 출연

### 주연
- 스티븐 시걸
- 홀리 디그나드

### 조연
- 크리스 토머스 킹
- 마이클 필리포비치
- 이삭 하에스
- 마크 콜리
- 필립 그레인저
- 핀 마이클
- 데이빗 패트릭 그린
- 홀리 이글링턴
- 리즈 알렉산더
- 아폴로니아 바노바
- 다니엘라 에반젤리스타
- 크리스 브래드포드
- 폴 허버트
- 알리 리버트
- 마시 T. 하우스
- 앨리슨 아라야
- 필립 밋첼
- 루이스 치릴로
- 딘 맥켄지
- 크리스 쉴즈
- 안나 매 루트리지
- 브록 존슨
- 앤드리아 스테판시코바
- 제리 렉터
- 롭 헤이터
- 에드 앤더스
- 트레버 존스
- 휴고 스틸
- 프레이저 앳체슨
- J. 안소니 페나

## 제작진
- Line PD: 미셸 푸터먼
- 협력프로듀서: 섀넌 맥아널티
- 협력프로듀서: 올리버 드 카이그니
- 미술: 에릭 프라서
- 의상: 카트리나 맥카시